# Molina de Segura
Molina de Segura är en kommun i Spanien.  Den ligger i den autonoma regionen Murcia i södra delen av landet, 300 km sydost om huvudstaden Madrid. Antalet invånare är 77 493 (2024).